# Ангел Керезов
Ангел Стоянов Керезов (болг. Ангел Стоянов Керезов; нар. 24 липня 1939, село Приселці, Бургаська область) — болгарський борець греко-римського стилю, чемпіон та бронзовий призер чемпіонатів світу, срібний призер Олімпійських ігор.

## Життєпис
На літніх Олімпійських іграх 1964 року в Токіо Ангел Керезов, успішно провівши попередні раунди, вийшов до фіналу змагань, в якому медалі розігрували троє борців. У фінальних раундах він переміг борця з Румунії Думитру Пирвулеску і поступився японському спортсмену Цутому Ханахарі, здобувши таким чином срібну нагороду.

## Спортивні результати на міжнародних змаганнях

### Виступи на Олімпіадах
| Змагання                    | Збірна   | Вагова категорія                 | Місце  |
| --------------------------- | -------- | -------------------------------- | ------ |
| Літні Олімпійські ігри 1964 | Болгарія | греко-римська боротьба, до 52 кг | Срібло |

### Виступи на Чемпіонатах світу
| Змагання                        | Збірна   | Вагова категорія                 | Місце  |
| ------------------------------- | -------- | -------------------------------- | ------ |
| Чемпіонат світу з боротьби 1963 | Болгарія | греко-римська боротьба, до 52 кг | 4      |
| Чемпіонат світу з боротьби 1965 | Болгарія | греко-римська боротьба, до 52 кг | Бронза |
| Чемпіонат світу з боротьби 1966 | Болгарія | греко-римська боротьба, до 52 кг | Золото |